# Marcela Labraña Santana
Marcela Labraña Santana (Chillán, 19 de mayo de 1975) es una educadora de párvulos y política chilena, exmiembro del Partido Demócrata Cristiano (PDC). Se desempeñó como gobernadora de la provincia de Cordillera durante el primer gobierno de la presidenta Michelle Bachelet, entre 2007 y 2008. Posteriormente, en el segundo mandato de la misma, ejerció como directora nacional del Servicio Nacional de Menores (Sename) entre 2014 y 2016.

## Biografía

### Familia y estudios
Nació en la comuna chilena de Chillán el 19 de mayo de 1975. En 1990, se trasladó a Santiago, finalizando sus estudios secundarios, y cursando los superiores en la Pontificia Universidad Católica (PUC), titulándose como licenciada en educación y educadora de párvulos con especialidad en curriculum High Scope. Efectuó estudios de aprendizaje cognitivo en la Universidad Nacional Autónoma de México (UNAM).
Está casada y es madre de una hija.

### Carrera profesional
Profesionalmente, se ha desempeñado en tareas vinculadas a la gestión escolar, implementación del Plan Estratégico Tic’s y capacitación en prevención de ciberbullying. En esta última área, asesoró en la coordinación de proyectos y metodologías al Instituto Nacional Carlos Casanueva; a la Fundación Creando Futuro; a la Sociedad Educacional Abelardo Nuñez y a la Corporación de Educación Municipal de Maipú.

### Carrera política
En 1997, ingresó a las filas de la Juventud Demócrata Cristiana (JDC), donde se desempeñó como consejera nacional entre los años 2002 y 2006. En la década de 1990, además, trabajó en el Instituto Nacional de la Juventud (Injuv), como jefa de gabinete y asesora en materias de voluntariado de la dirección nacional del organismo gubernamental.
Durante el primer gobierno de Michelle Bachelet en marzo de 2006, asumió como encargada nacional del Monitoreo de Políticas Públicas de Participación, programa dependiente del Ministerio Secretaría General de Gobierno. Actuó en esa función hasta el 22 de enero de 2007, fecha en que fue nombrada por Bachelet como gobernadora de la provincia de Cordillera, en reemplazo del removido Juan Pavez Hidalgo, siendo la gobernadora más joven del país en fungir el puesto, cual abandonó el 10 de diciembre de 2008.
En las elecciones parlamentarias de 2013, postuló como candidata a diputada por el distrito n° 29 (que comprendió las comunas de Puente Alto, San José de Maipo, Pirque y La Pintana), sin resultar electa.
Con ocasión de la segunda administración de la presidenta Michelle Bachelet, el 28 de marzo de 2014, fue nombrada como directora nacional del Servicio Nacional de Menores (Sename), renunciando al cargo el 22 de abril de 2016, debido a cuestionamientos por el fallecimiento de la menor Lissette Villa en el CREAD Galvarino, uno de los centros dependientes del establecimiento. Luego, en las elecciones parlamentarias de 2017, postuló nuevamente como candidata a diputada por el ahora distrito n° 12 (compuesto por las comunas de Puente Alto, La Florida y La Pintana); sin embargo, declinó su candidatura producto de haber sido citada a declarar en la Fiscalía por su responsabilidad en el caso anterior.
Tras haber participado activamente en el apoyo a la opción «Rechazo» de cara al plebiscito constitucional del 4 de septiembre de 2022, la cual triunfó con el 62 % de los votos totales, en octubre de ese año renunció al PDC (que apoyó a la opción «Apruebo»). El 2 de noviembre del mismo año, se integró al partido en formación Demócratas, liderado por expersoneros del PDC, PPD y PR.

## Historial electoral

### Elecciones parlamentarias de 2013
- Elecciones parlamentarias de 2013, candidata a diputada por el distrito 29, La Pintana, Pirque, Puente Alto y San José de Maipo[10]

| Candidato                | Pacto                         | Partido | Votos  | %     | Resultado |
| ------------------------ | ----------------------------- | ------- | ------ | ----- | --------- |
| Osvaldo Andrade Lara     | Nueva Mayoría                 | PS      | 61 037 | 31,04 | Diputado  |
| Leopoldo Pérez Lahsen    | Alianza                       | RN      | 46 314 | 23,55 | Diputado  |
| Patricio Laguna Gebauer  | Alianza                       | UDI     | 30 053 | 15,28 |           |
| Marcela Labraña Santana  | Nueva Mayoría                 | PDC     | 20 769 | 10,56 |           |
| Víctor Ortiz Avendaño    | Si tú quieres, Chile cambia   | PRO     | 10 710 | 5,44  |           |
| Gonzalo Íñiguez González | Nueva Constitución para Chile | ECOV    | 9879   | 5,02  |           |
| Adrián Barahona Diéguez  | Partido Humanista             | PH      | 7821   | 3,97  |           |
| Lucy Ovando Vásquez      | Si tú quieres, Chile cambia   | PRO     | 6382   | 3,24  |           |
| Larry Garate Rivera      | Nueva Constitución para Chile | ILH     | 3667   | 1,86  |           |